# أجناتس سيملفيس
إيجنز فيليب سيملفيس (بالألمانية: Ignaz Philipp Semmelweis)‏ كان طبيبًا وعالمًا مجريًا. وُصف بأنه منقذ الأمهات، اكتشف سيميلفايس أن الإصابة بحمى النفاس يمكن تقليلها بشكل كبير من خلال طلب تطهير اليدين في عيادات التوليد. كانت حمى النفاس شائعة في مستشفيات منتصف القرن التاسع عشر وغالبًا ما تكون قاتلة. اقترح سيميلفايس ممارسة غسل اليدين بمحلول الجير المكلور في عام 1847 أثناء العمل في أول عيادة التوليد بمستشفى فيينا العام، حيث كان معدل الوفيات في أجنحة الأطباء ثلاثة أضعاف عن أجنحة القابلات. نشر كتابًا عن النتائج التي توصل إليها في المسببات والمفهوم والوقاية من حمى النفاس.
على الرغم من المنشورات المختلفة للنتائج حيث أدى غسل اليدين إلى خفض معدل الوفيات إلى أقل من 1%، تعارضت ملاحظات سيميلفايس مع الآراء العلمية والطبية الراسخة في ذلك الوقت ورفض المجتمع الطبي أفكاره. لم يستطع تقديم أي تفسير نظري لاستنتاجاته المتعلقة بانخفاض معدل الوفيات بسبب غسل اليدين، وقد شعر بعض الأطباء بالإهانة من اقتراحهم بضرورة غسل أيديهم والسخرية منه بسبب ذلك. في عام 1865، عانى سيميلفايس الذي يتسم بصراحة متزايدة من انهيار عصبي، وحصل على حق القبول في المصح بسبب زملائه. في المصح تعرض للضرب من قبل الحراس. وتوفي بعد 14 يومًا متأثرًا بجرح غرغرينا في يده اليمنى قد يكون ناتجًا عن الضرب. اكتسبت ممارسة سيميلفايس قبولًا واسعًا بعد سنوات فقط من وفاته، عندما أكد لويس باستور نظرية الجراثيم، وقدم ملاحظات سيميلفايس تفسيرًا نظريًا، وجوزيف ليستر، الذي يعمل على أبحاث عالم الأحياء الدقيقة الفرنسي، مارسها وعمل بها باستخدام أساليب صحية، بنجاح كبير.

## الأسرة والحياة المبكرة
ولد إغناز سيميلفايس في 1 يوليو 1818 في حي تابان بودا (اليوم جزء من بودابست، المجر)، مملكة المجر، الإمبراطورية النمساوية. كان الطفل الخامس من بين 10 من عائلة البقالي جوزيف سيميلفايس وتريز مولر.
من أصل ألماني، كان والده من هينك، نشأ من هانزينلاند، وهو مصطلح ألماني للمجر الغربية التاريخية ولد في كيسمارتون، ثم في مملكة المجر (الآن آيزنشتات، النمسا)، ووالدته عرقية ألمانية من بودا. حصل على الجنسية في بودا في عام 1806، وفي نفس العام، افتتح شركة تجارة الجملة للتوابل والسلع الاستهلاكية العامة. سميت الشركة Zum Weißen Elefanten في Meindl House (سيملفايس اليوم) متحف التاريخ الطبي، يقع في 1–3 شارع أبرود، بودابست). بحلول عام 1810، كان رجلًا ثريًا وتزوج من تيريز مولر، ابنة صانع المركبات فولوب مولر.
بدأ إغناز دراسة القانون في جامعة فيينا في خريف عام 1837، ولكن بحلول العام التالي، ولأسباب لم تعد معروفة، تحول إلى الطب. حصل على درجة الدكتوراه في الطب عام 1844. لاحقًا، بعد فشله في الحصول على موعد في عيادة الطب الباطني، قرر سيميلفايس التخصص في طب التوليد. كان من بين أساتذته كارل فون روكيتانسكي، وجوزيف شكودا، وفرديناند فون هيبرا.

## العمل على أسباب وفيات حمى النفاس

### الوظيفة في مستشفى فيينا العام
عين سيميلفايس مساعدًا للبروفيسور يوهان كلاين في عيادة التوليد الأولى بمستشفى فيينا العام في 1 يوليو 1846. منصب مماثل اليوم في مستشفى بالولايات المتحدة سيكون المقيم الرئيسي. كانت واجباته تتمثل في فحص المرضى كل صباح استعدادًا لجولات الأستاذ، والإشراف على الولادات الصعبة، وتعليم طلاب التوليد، ويكون كاتب السجلات.
أنشئت مؤسسات الأمومة في جميع أنحاء أوروبا لمعالجة مشاكل وأد الأطفال غير الشرعيين. أنشئت كمؤسسات مجانية وعرضت على رعاية الأطفال، ما جعلها جذابة للنساء المحرومات، بما في ذلك البغايا. في مقابل الخدمات المجانية، ستخضع النساء لتدريب الأطباء والقابلات.
كانت هناك عيادتان للولادة في مستشفى فيينا. كان متوسط معدل وفيات الأمهات في العيادة الأولى حوالي 10% بسبب حمى النفاس. كان معدل العيادة الثانية أقل بكثير، حيث بلغ متوسطه أقل من 4%. هذه الحقيقة كانت معروفة خارج المستشفى. قبلت العيادتين في أيام متتالية، لكن النساء توسلن لدخول العيادة الثانية، بسبب السمعة السيئة للعيادة الأولى. وصف سيميلفايس النساء اليائسات وهن يتسولن على ركبهن حتى لا يقبلن في العيادة الأولى. حتى أن بعض النساء فضلن الولادة في الشوارع، متظاهرين بأنهن ولدن بشكل مفاجئ في طريقهن إلى المستشفى (وهي ممارسة تُعرف بالولادات في الشوارع)، ما يعني أنهن ما زلن مؤهلات للحصول على مزايا رعاية الأطفال دون قبولهن في العيادة. شعر سيميلفايس بالحيرة لأن حمى النفاس كانت نادرة بين النساء اللواتي يلدن في الشوارع. يقول: بالنسبة لي، بدا منطقيًا أن المرضى الذين تعرضوا للولادة في الشوارع سيصابون بالمرض على الأقل بنفس معدل الذين ولدوا في العيادة. [...] ما الذي حمى أولئك الذين ولدوا خارج العيادة من هذه التأثيرات المتوطنة المدمرة غير المعروفة؟

### تحليل معدل وفيات حمى النفاس
كان سيميلفايس منزعجًا بشدة من أن عيادته الأولى لديها معدل وفيات أعلى بكثير بسبب حمى النفاس من العيادة الثانية. إذ قال: جعلني بائسًا لدرجة أن الحياة بدت بلا قيمة. استخدمت العيادتان نفس التقنيات تقريبًا، وبدأ سيميلفايس في القضاء على جميع الاختلافات الممكنة، بما في ذلك الممارسات الدينية. كان الاختلاف الرئيسي الوحيد هو الأفراد الذين عملوا هناك. كانت العيادة الأولى هي الخدمة التعليمية لطلاب الطب، بينما اختيرت العيادة الثانية في عام 1841 لتعليم القابلات فقط.

## روابط خارجية
- أجناتس سيملفيس على موقع الموسوعة البريطانية (الإنجليزية)
- أجناتس سيملفيس على موقع الموسوعة البريطانية (الإنجليزية)
- أجناتس سيملفيس على موقع إن إن دي بي (الإنجليزية)